# Jump scare
Pour les articles homonymes, voir Screamer.
 (juillet 2019).
Si vous disposez d'ouvrages ou d'articles de référence ou si vous connaissez des sites web de qualité traitant du thème abordé ici, merci de compléter l'article en donnant les références utiles à sa vérifiabilité et en les liant à la section « Notes et références ».

Un des portraits de Vlad III l'Empaleur, ayant la particularité de bouger les yeux toutes les 10 secondes. Ce changement inattendu est fait pour susciter la surprise et la peur.

Un jump scare (littéralement : « sursaut de peur »), ou coup d'effroi, est un principe qui recourt à un changement brutal intégré dans une image, une vidéo ou une application pour effrayer brutalement le spectateur ou utilisateur. Ce principe s'est développé dans les années 1990 notamment au cinéma. Il s'effectue à l'aide de screamers (litt. « hurleurs ») : un screamer classique comprend souvent un visage effrayant accompagné d'un cri. Certaines applications mobiles et jeux vidéo survival horror intègrent également ce type de procédé.

## Invention
Le jump scare ressort essentiellement de l’effet-bus, inventé par Jacques Tourneur dans les années 1940.

## Exemples
- Un bon exemple de screamer sur Internet serait The Maze (familièrement appelé La Souricière) de Jeremy Winterrowd. Dans un jeu vidéo, le joueur doit, avec sa souris, faire avancer un petit carré noir sur une route en évitant de lui faire toucher les murs. Au fur et à mesure, les couloirs deviennent de plus en plus étroits, ce qui rend la tâche encore plus difficile au joueur, qui instinctivement se rapproche de l'écran pour mieux contrôler le carré. Si le joueur touche accidentellement un mur, le jeu redémarre. En revanche, s'il parvient à survivre jusqu'au niveau 3, les couloirs deviennent si minces qu'il devient très difficile de ne pas entrer en contact avec les parois. Au moment où le joueur atteint un certain point, une photo de la fillette du film L'Exorciste (1973) apparaît brusquement à l'écran avec un cri strident (note : il existe plusieurs versions du jeu mais celui qui fait le screamer n'est pas la fillette de L'Exorciste).

- Five Nights at Freddy's est une série de jeux vidéo indépendants de type survival horror en pointer-et-cliquer (point-and-click) développée par Scott Cawthon qui utilise souvent ce procédé.

- Le site internet factice Google hammer était un exemple de screamer.

- Le jump scare est évoqué dans la série télévisée française Cherif : dans le huitième épisode de la quatrième saison, intitulé La Dernière Séance, un crime est effectué dans une salle de cinéma où est projeté un film d'horreur incluant le principe du jump scare.

## Début du XXème siècle
Il est souvent reconnu par les amateurs de films que le premier vrai jump scare revient à une scène du film La Féline de Jacques Tourneur (1942). La scène montre une femme courant effrayée regardant derrière elle, puis s'arrêter sous un réverbère, quand tout à coup, sans prévenir, un bus arrive en premier plan avec un bruit de freinage contrastant avec le calme qui régnait juste avant.  

## Lejump scaredans les films
Les films les plus propices à contenir des jump scare sont sans aucun doute les films d'horreur. Son usage se popularise dans les années 1970 et 1980.
À la toute fin du film Vendredi 13 de Sean S. Cunningham (1980), l'antagoniste Jason sort de l'étang et emporte avec lui la dernière survivante qui tentait de se sauver en barque sur une musique qui s'intensifie soudainement. Le film Signes de M. Night Shyamalan (2002) joue sur le ton du suspense, et notamment la scène où apparaît un extraterrestre dans une rue à un moment de tension a fait sursauter les spectateurs du film.

## Lejump scaredans le jeu vidéo
Alors que l'horreur s'invite dans le jeu vidéo dès les années 1990, le genre survival-horror naît avec Resident Evil. Lors du premier opus sur la console Playstation en 1996, une scène fait sensation, il s'agit du jump scare d'un chien cassant une vitre de l'extérieur (en hors-champ) alors que le personnage principal avance dans un couloir calme.
Depuis, nombre d'exemples sont listés dans le média du jeu vidéo d'horreur. Une tendance est notamment apparue dans les années 2010 sur Youtube, où des Youtubeurs comme Pewdiepie et Markiplier se sont fait connaître sur des jeux d'horreur à base de jump scares comme Outlast.

## Lejump scaresur internet
Les jump scares provenant d'internet sont intimement liés aux screamers, qui sont des images terrifiantes de film d'horreur ou des images modifiées par manipulation numérique. Certaines images sont plus utilisées que d'autres dans cette pratique :
En image principale, il y a une photo vue de très près de Regan du film L'Exorciste (1973) alors possédée. L'unique image représentant le personnage de Jeff The Killer, une creepypasta de 2008 racontant l'histoire d'un jeune adolescent de 13 ans tueur de série devenu fou et qui à la fin de l'histoire se tranche un sourire permanent au couteau, est également très utilisée.
D'autres images célèbres sont des modifications d'images préexistantes, comme la photographie "The Scream" de Gandee Vasan prise en 1998, qui a été reprise à partir du site Getty Images où l'image était postée, contrastée au maximum en noir et blanc, et où les orbites ont été numériquement retirées laissant un noir complet au niveau des yeux.